# Nanoteknik

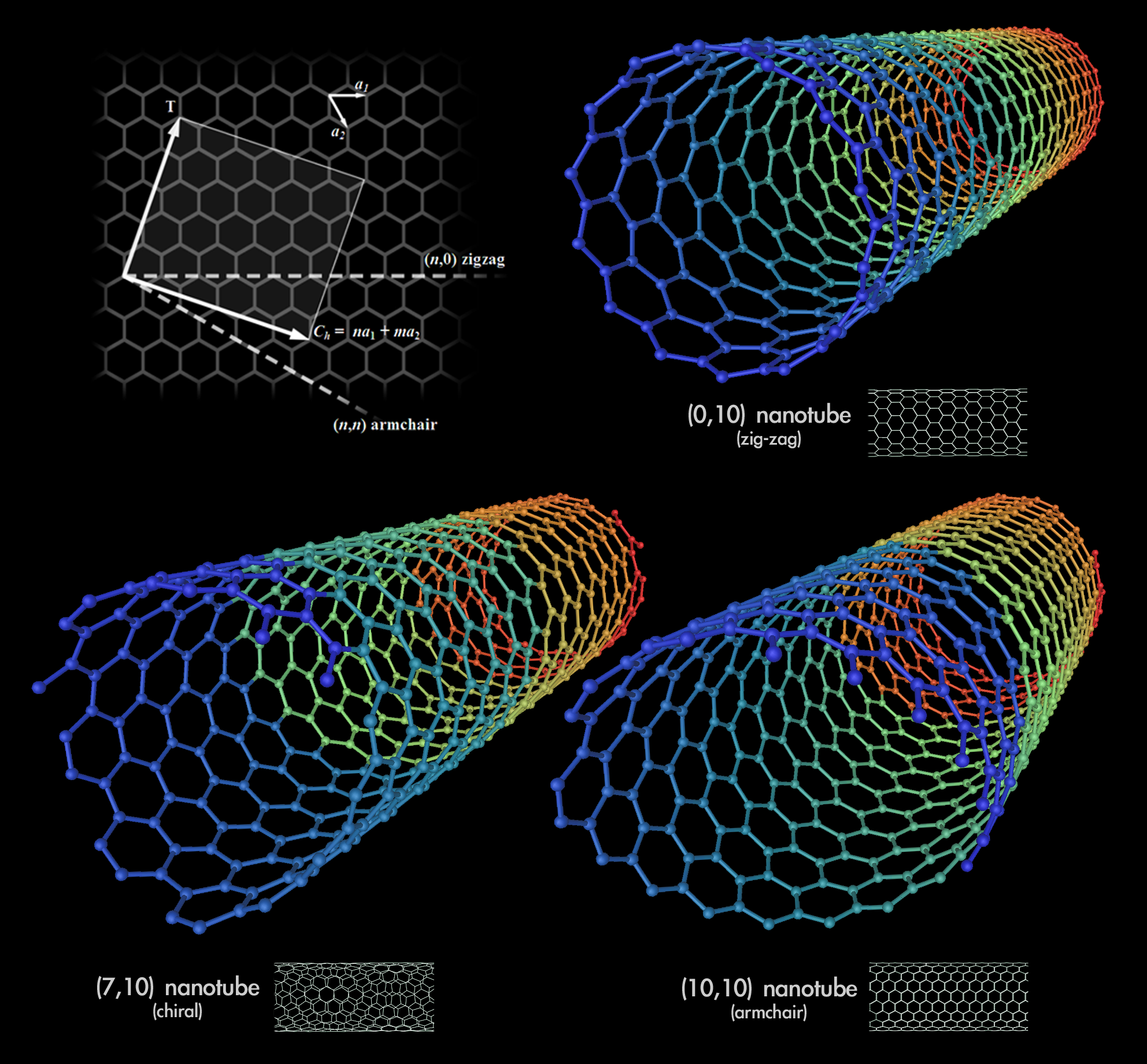
Nanorör kan skapas av grundämnet kol

Nanoteknik (även kallad atomslöjd) betecknar teknik med en storlek lämpligt mätbar i nanometer. Det kan användas inom elektronik och materialteknik, men även inom kemiska och biologiska tillämpningar.

## Namnet
Nano- är ett prefix som betyder miljarddel och kommer från det grekiska ordet nanos som betyder dvärg. En nanometer, nm, är en miljondels millimeter, en tusendels mikrometer; att jämföra med en typisk atom som är drygt 0,1 nanometer i diameter.

## Historia
Fysikern Richard Feynman sade: There is plenty of room at the bottom, att det finns gott om rum vid botten, vid American Physical Society möte 1959. Efter upptäckten av spektroskopi och sveptunnelmikroskop, som gav Nobelpriset i fysik år 1986, kunde man nu se atomer. Richard Smalley, Robert Curl och sir Harold Kroto fick Nobelpriset i kemi år 1996 för de så kallade buckybollarna, buckminsterfulleren. Cylinderformad fulleren kallas nanorör.     

## Tekniken
Nanoteknik och nanovetenskap handlar om att studera, manipulera och bygga ihop materien på atomär nivå där objektets tjocklek är i storleksordningen mellan en och 100 nm, speciellt för att på detta sätt kunna designa speciella egenskaper och funktionalitet.
Området är under snabb utveckling och föremål för nationella satsningar, till exempel det amerikanska National Nanotechnology Initiative  motiverat med: "The emerging fields of nanoscience and nanoengineering – the ability to precisely move matter - are leading to unprecedented understanding and control over the fundamental building blocks of all physical things. These developments are likely to change the way almost everything – from vaccines to computers to automobile tires to objects not yet imagined – is designed and made."

## Applicering
Samtliga industrigrenar påverkas redan eller kommer att påverkas av nanotekniken. Detta är knappast överraskande för de två flaggskeppsområdena bioteknik och informationsteknik, men det förväntas gälla även områden som fordonsteknik, livsmedelsteknik, byggnadsteknik, m.m.
Det finns redan åtskilliga exempel på nanoteknik inom dagens industri och i vissa fall är det först på senare tid man har uppmärksammat att det man sysslat med i många år faktiskt är nanoteknik. De flesta exemplen på detta är användning av nanopartiklar: slitstarka däck, tillverkning av målarfärg och cement, UV-filter i solkräm och så det äldsta exemplet av alla, färgat glas. Idag tillverkas flera ton nanopartiklar av titandioxid om dagen och magnetiska nanopartiklar för hårddiskar eller bandmedia är också storindustri. Nanostrukturerade ytor som inte repas och inte blir smutsiga har börjat dyka upp i stekpannor och på byxor.
Inom biologi och medicin behövs verktyg och kunnandet för att jobba på molekylär skala och sekvensering. Ultra-fin kirurgi och magnetiska nanopartiklar kan användas för speciell behandling. Nanoteknik är generellt viktig inom medicinsk diagnos liksom för att skapa nya material för implantat och proteser.
Den hittills kanske viktigaste tillämpningen av nanoteknik är katalys där designade nanostrukturer används för att kontrollerat bryta ner större molekyler. Elektronikindustrin är på god väg att transformeras från mikro- till nanoelektronik, men de traditionella litografiska tillverkningsmetoderna kan inte utan vidare skalas ner till nanodimensioner. Ska elektronikens miniatyrisering fortsätta, Moores lag, kommer nya metoder att behövas och av speciellt intresse är att härma naturens eget sätt att självorganisera sig på nanoskalan. 
Det planeras även att bygga en månbas och med hjälp av nanotekniken kan detta bli möjligt. Med hjälp av nanoteknik kan nämligen ett nästan obegränsat förråd med syre utvinnas. Detta kan användas till att bygga en koloni på månen.

Partiklar i nanostorlek har helt andra egenskaper än ursprungsmolekylen. Silver i hudkrämer och sportkläder kan tränga in via huden till blodbanan och ta med sig toxiska molekyler. Hälso- och miljöeffekter av nanopartiklar är i stort sett okända. Forskningen på detta område är mycket liten. Än så länge finns det inte ens en internationell definition av vad nanomaterial är.

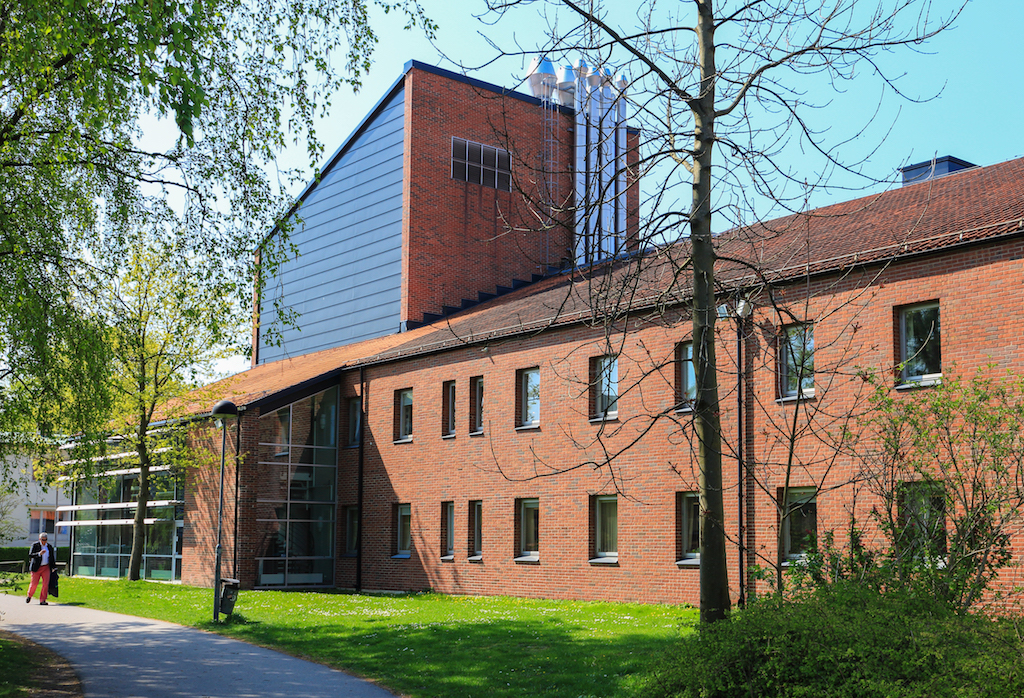
Byggnaden för Nanoteknik vid Lunds Universitet